# Koranens historia

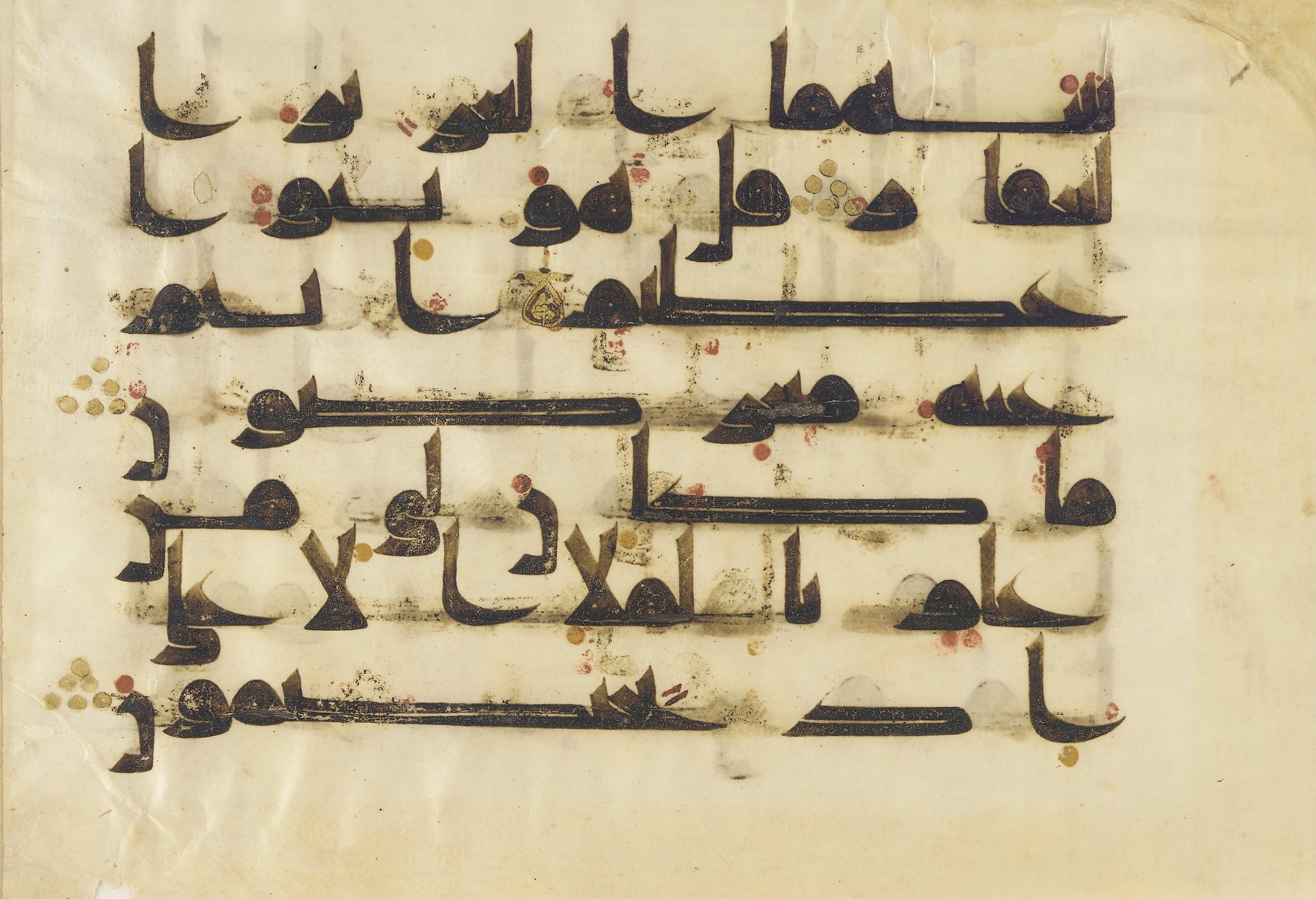
Koranen, ca. 700-800

Koranens historia går enligt muslimsk uppfattning tillbaka på uppenbarelser av en himmelsk skrift som ängeln Jibril (Gabriel) muntligen gett åt profeten Muhammed. Profetens yttranden och uppenbarelsernas nedtecknande efter hans död skulle därmed innebära att islam och Koranen förelåg i fix och färdig form redan från början. Detta är utgångspunkten för de muslimska källor som beskriver textens historia. I modern vetenskap erkänner man inte denna premiss, vilket ger andra - åtminstone delvis - avvikande beskrivningar.

## Tidiga nedteckningar
Koranen existerade till en början troligen endast eller åtminstone huvudsakligen i muntlig form. Muhammeds uppenbarelser fördes vidare av så kallade qurra, koranuppläsare som kunde olika delar av dem utantill. 
Snart insåg man att detta var ett osäkert sätt att bevara den heliga traditionen, särskilt när många qurra stupade i slaget vid Yamama 632. Slaget vid Yamama utkämpades mellan Rashidunkalifatets styrkor från Abu Bakr och Banu Hanifa styrkor från Musaylima i regionen Yamama. Det var det största och mest brutala slaget under Ridda-krigen, vilket resulterade i Rashidunkalifatets seger. I striden dödades 1 200 muslimer, varav 360 var koranuppläsare.
På initiativ av en av profetens svärfäder, Omar såg kalifen Abu Bakr till att Zaid ibn Thabit samlade ihop och skrev ner vad som var känt innan det var för sent.
Andra företog sig samma uppgift; de namnkunnigaste är Ubai ibn Ka'b och 'Abdallah ibn Mas'ud. Först på plan skall Salim ibn Mu'qib ha varit, som stupade vid Yemama. Det finns traditioner som talar om verser som ”gick förlorade vid dagen för Yemama”. Olika kodexar förknippades med olika orter där de användes mest. Ibn Mas’uds kodex saknade sura 1, 63 och 64, medan Ubais och Abu Musas kodexar innehöll ett par suror som gått förlorade. Ingen av dessa kodexar finns bevarade idag men man känner till en mängd läsarter från dessa som bevarats i grammatisk, lexikal, exegetisk och textkritisk litteratur. Abu Dawuds verk Kitab Al Masahif från 800-talet behandlar de gamla kodexarna. Ytterligare läsarter har dokumenterats av Arthur Jeffery i "Materials for the History of the Text of the Qur'an".

## Usmans kodex
Förekomsten av olika versioner, liksom de stridigheter som dessa medförde  uppfattades som problematiskt. Kalifen Usman ibn Affan gav därför omkring år 650 Zaid ibn Thabit i uppdrag att fastställa en officiell version. För att få till en sådan vidtog denne ett antal åtgärder. För det första lät han pålysa i moskéerna att alla som kände till någon uppenbarelse skulle meddela om den. För det andra sände han efter den version han tidigare gjort och som innehades av Omars dotter Hafsah, profetens änka. Den hade skadats av ohyra men kunde användas. För det tredje utsåg han en kommitté som skulle granska allt inkommet material. De fick endast godkänna sådant som det fanns minst två sagesmän för (med undantag av när Zaid själv var den enda källan) och som var avfattat på Quraish–dialekt. För det fjärde lät han sända avskrifter till de större städerna med order om att alla andra versioner måste förstöras.
Usmans kanonisering av den medinska traditionen väckte förbittring bland qurra. De fick dock lov att foga sig; endast i Kufa blev motståndet långvarigare. Därmed var de gamla kodexarnas epok till ända. Från muslimskt håll har man försökt tona ner skillnaderna mellan de olika textvittnena och förklara det som dialektala varianter, men det rikhaltiga utbudet av olika versioner visar att det var fråga om något annat, vilket tillkomstprocessen också antyder. De äldsta textvittnena till Koranen – i form av inskriptioner på Klippmoskén i Jerusalem från år 691 – avviker också i viss mån från den version vi känner.
I modern forskning räknar man med att en officiell korantext redigerats fram först omkring 150 år efter Mohammeds död.

## Mångtydig konsonantskrift
Ursprungligen skrevs Koranen med konsonantskrift. Detta lämnade öppet för en mångfald av tolkningar – ikhtiyar eller fritt val. Genom traditionen bevarades en viss enhetlighet men med tiden blev tolkningarna fler och olika skolor uppkom. Ikhtiyar begränsades av några regler. Mushaf säger att tolkningen måste stämma med konsonanttexten,  ’arabiyya att den måste följa den arabiska grammatiken och isnad att den skulle gå tillbaka på en erkänd auktoritet. Isnad accepterades inte av alla eftersom de gamla kodexarna hade stöd på olika håll.
Småningom började man markera vokaler och diakritiska tecken med punkter. Först gällde det de mer omtvistade ställena men i och med Al-Hajjaj ibn Yusuf (661–714) blev hela texten alltid försedd med punkter som angav den rätta läsningen. I Kitab Al Masahif uppges dock att Al–Hajjaj infört ett flertal förändringar i texten, vilka dokumenteras i ett särskilt kapitel. Hans version blev normerande genom att han, i likhet med Usman, sände den till de större städerna och gav order om att alla andra versioner skulle förstöras.
En egenhet med korantexten är att dess språk avviker från den arabiska som förekommer i samtida källor. Koranen skulle representera något av en lingvistisk revolution, vilket länge väckt frågor bland forskarna. Det handlar om ett språk som tagit starka intryck från syriskan. Christoph Luxenberg har visat att många koranverser blir mer begripliga om man utgår ifrån att det finns syriska förlagor i bakgrunden och att ordlikheter förvillat dem som satte ut vokaltecknen.

## Kanonisering
Ikhtiyar–perioden fick ett definitivt slut år 944 när sju olika sätt att förse texten med punkter valdes ut och kanoniserades. Detta väckte opposition men de stränga straff som utmättes för ett par koranlärde för att de framhärdat i att använda de gamla kodexarna övertygade snart andra om de kanoniska skrivsättens förträfflighet. Trots detta uppkom med tiden olika varianter av dessa sju. Av de nya varianterna utkristalliserade sig ett par alternativ för var och en och dessa har varit i bruk sedan dess. Idag håller emellertid den ena, hafs, av  ’asim–systemet på att konkurrera ut de övriga.
Senast i början av 1000-talet valdes ett standardexemplar ut som bör följas oberoende av märkvärdiga stavningar och ortografiska egenheter. Dessa tror fromma muslimer att fanns med i originalet. Dessa egenheter uppträder dock inte alltid i de gamla manuskripten.

## Det textkritiska forskningsläget
Textkritisk koranforskning försvåras av att det inte finns någon textkritisk utgåva av Koranen. En studie av Koranens historia av Theodor Nöldeke, sedermera professor i orientaliska språk, utkom 1860 och blev en milstolpe i modern koranforskning. En av hans lärjungar, Gotthelf Bergsträsser, reste runt i världen och fotograferade gamla manuskript samt upprättade ett arkiv för dem i München. Under andra världskriget bombades staden och det värdefulla arkivet gick förlorat, och med det utsikterna att inom överskådlig framtid få en överblick över bevarade manuskript – trodde man. Dess föreståndare, doktor Anton Spitaler, hade emellertid tagit vara på mikrofilmerna och gömt undan dem, samtidigt som han ljög om att de förstörts. Vilka motiv han hade har inte klarlagts, men på sin ålderdom berättade han om mikrofilmerna för en yngre forskarkollega, Angelika Neuwirth, och efter hans död 2003 blev deras existens offentliggjord. Idag strävar man inom projektet Corpus Coranicum, lett av professor Neuwirth, efter att publicera en textdokumentation samt en omfattande kommentar till Koranen i ljuset av dess uppkomstprocess. Man har statlig finansiering till 2025, men projektet kan komma att räcka betydligt längre.
Vid renoveringen av gamla moskén i Sana i Jemen hittades 1972 en mängd pergamentskrifter med bland annat korantexter. Mellan 1983 och 1996 restaurerades 15 000 av 40 000 sidor. Frågan om det kan finnas flera versioner av Koranen är känslig i den muslimska världen och endast två västerländska forskare beviljades tillgång till manuskripten. En av forskarna kunde dock fotografera 35 000 sidor och ta mikrofilmerna till Tyskland, där de studeras vidare. Bland dessa koranfynd finns mycket gamla manuskript. De äldsta beräknas vara från islams första århundrade. Kol-14-datering tyder på 657-690, men det kan ge något fel för gamla värden då kol-14 mäter tiden från att en organism dött; därifrån till att djuret blivit pergament och blivit skriven på går det åt en viss tid. Kalligrafisk datering tyder på 710-715. Islamologen Andrew Rippin vid University of Calgary säger om dessa fynd: “Deras olika läsarter och versordning är alla mycket betydelsefulla. Alla håller med om det. Dessa manuskript säger att korantextens tidiga historia i mycket högre grad är en öppen fråga än vad många har misstänkt: texten var mindre stabil och hade därför mindre auktoritet.”
Andra sekulära forskare, såsom John Wansbrough Michael Cook och Patricia Crone, var inte beredda att tillskriva vare sig Muhammed eller Usman hela Koranen, och hävdade att det inte fanns några bevis för Koranens existens i någon form före 600-talets sista decennium. De menade även att det inte finns några bevis för att Koranens texter sammanställdes av Usman, då de tidigaste bevarade exemplar av hela Koranen är från flera århundraden efter hans levnad och det äldsta existerande exemplaret av den fullständiga texten är från 800-talet. De hävdar att islam bildades gradvis under ett antal århundraden efter den muslimska erövringar, som de islamiska erövrarna utarbetade sin tro som svar på judiska och kristna utmaningar.
Wansbrough skrev i en tät, komplex, nästan hermetisk stil, och har kanske haft större inflytande på studiet av islam genom sina elever än genom sina egna skrifter. Bland hans elever finns Patricia Crone och Michael Cook, författarna till "Hagarism: The Making of the Islamic World" (1977) som på sin tid var ytterst kontroversiell då den utmanade inte bara muslimska ortodoxin utan också de rådande attityderna bland sekulära islamiska lärda.
Crone och Wansbrough hävdar att alla primärkällor som existerar skrevs mellan 150 och 300 år efter de händelser som de skildrar.
Angrepssätten har fått ytterligare en vinkel genom Christoph Luxenberg, vars fynd ger stöd för teorin att Koranen sammansatts sent och dessutom spårar en stor del av ursprunget till Koranen till andra källor än Muhammed. Luxenberg är känd för sin tes att Koranen är baserad på omarbetning av tidigare kristen text.
I kommentarerna till sin översättning av Koranen, utgiven 1917, beskriver orientalisten Karl Vilhelm Zetterstéen bokens sammansättning så här:
"Innehållet i Koranen är till en del hämtat från kristna och judiska källor. Även de gamla arabiska sagorna erbjöd ett tacksamt ämne för Muhammed, som från dem hämtade åtskilliga lärorika exempel till varning och efterföljd, och därtill kom slutligen hans egna uttalanden om religiösa och världsliga frågor." 